# Kremser Schnellstraße
Die Kremser Schnellstraße S33 ist eine Schnellstraße in Niederösterreich. Sie führt vom Knoten St. Pölten mit der West Autobahn (A1) über Herzogenburg und die Donaubrücke Traismauer zum Knoten Jettsdorf, wo sie in die Stockerauer Schnellstraße (S5) einmündet. Am Knoten Traismauer zweigt die Kremser Straße (B37 / B37a) ab, welche zur namensgebenden Stadt Krems an der Donau führt und bis 2010 Teil der S33 war. Die Kremser Schnellstraße gehört auch zur Märchenschlossstraße sowie zur Straße der Kaiser und Könige.
Die S33 steht straßenverkehrsrechtlich im Rang einer Autobahn und ist vignetten- bzw. mautpflichtig. Der Betrieb und die Instandhaltung erfolgen durch die staatliche Autobahnbetreibergesellschaft ASFINAG.

## Geschichte
Die Schnellstraße wurde am 12. Dezember 1980 zwischen Krems-Süd und Hollenburg eröffnet und am 18. November 1981 bis Traismauer-Nord verlängert. Dieser Abschnitt war von Beginn an mit Autobahnquerschnitt ausgeführt, jedoch nur als Autostraße beschildert. Ebenfalls am 18. November 1981 wurde die Strecke vom Knoten St. Pölten nach St. Pölten-Ost eröffnet und ein Jahr später bis St. Pölten-Nord verlängert. Dieser Abschnitt stand von Anfang an im Rang einer Autobahn.
Die weiteren Abschnitte zwischen St. Pölten-Nord und Traismauer-Nord wurden aus Kostengründen ohne bauliche Mitteltrennung bzw. Pannenstreifen gebaut und bis 1983 eröffnet. Erst ab 2004 begann man aufgrund der vielen und schweren Unfälle diese Strecke von der so genannten Sparautobahn auf eine Straße mit Autobahncharakter inkl. Mitteltrennung und Pannenstreifen auszubauen. Die Brücken wurden aber bereits beim Bau der S33 so ausgelegt, dass die zweite Richtungsfahrbahn gebaut werden konnte, ohne neue Brückenbauten über die S33 erforderlich zu machen. Seit 22. September 2006 ist der Vollausbau der S33 fertiggestellt.
| Eröffnung  | Streckenabschnitt                                        | Länge     |
| ---------- | -------------------------------------------------------- | --------- |
| 12.12.1980 | HASt Hollenburg - ASt Krems Süd                          | 3,489 km  |
| 18.11.1981 | ASt Traismauer Nord - HASt Hollenburg                    | 4,436 km  |
| 18.11.1981 | Knoten St. Pölten - ASt St. Pölten Ost                   | 2,152 km  |
| 19.11.1981 | ASt St. Pölten Ost - ASt St. Pölten Nord                 | 3,803 km  |
| 19.11.1981 | ASt Traismauer Süd - ASt Traismauer Nord (rechte RFB)    | 2,950 km  |
| 23.11.1983 | ASt St. Pölten Nord - ASt Traismauer Süd (rechte RFB)    | 13,170 km |
| 27.08.2004 | ASt St. Pölten Nord - ASt Herzogenburg Süd (linke RFB)   |           |
| 13.12.2004 | ASt Traismauer Süd - ASt Traismauer Nord (linke RFB)     |           |
| 27.10.2005 | ASt Herzogenburg Nord - ASt Traismauer Süd (linke RFB)   |           |
| 27.10.2005 | ASt Herzogenburg Süd - ASt Herzogenburg Nord (linke RFB) |           |

## Donaubrücke Traismauer
Zwischen 2008 und 2010 wurde die S33 am Knoten Traismauer von der Strecke nach Krems entkoppelt und über die Donaubrücke Traismauer bis zur Stockerauer Schnellstraße (S5) beim Knoten Jettsdorf verlängert. Der Straßenzug vom Knoten Traismauer bis Krems wurde als Schnellstraße aufgelassen und Teil der Kremser Straße (B37). Die gesamte S33 steht seit Abschluss der Bauarbeiten am 31. Oktober 2010 im Rang einer Autobahn im Sinne der Straßenverkehrsordnung.
Ziel der Brücke bei Traismauer ist, den Transitverkehr nördlich der Donau über die S33–S5–A22 nach Wien zu führen und damit unter anderem die Tullner Straße (B19) zu entlasten. Gleich bei Baubeginn der Donaubrücke ergaben sich Schwierigkeiten, da sich auf dem Gebiet der südlichen Zufahrtsrampe ein Minenfeld der Roten Armee befindet. Sowohl die Kampfmittelräumung als auch archäologische Rettungsgrabungen im Vorhabensbereich wurden 2007 abgeschlossen.
Nach Fertigstellung der neuen Trasse über die Donaubrücke bildet die Kremser Schnellstraße in Verbindung mit anderen Schnellstraßen und Autobahnen einen Teil des so genannten Regionenrings um Wien.

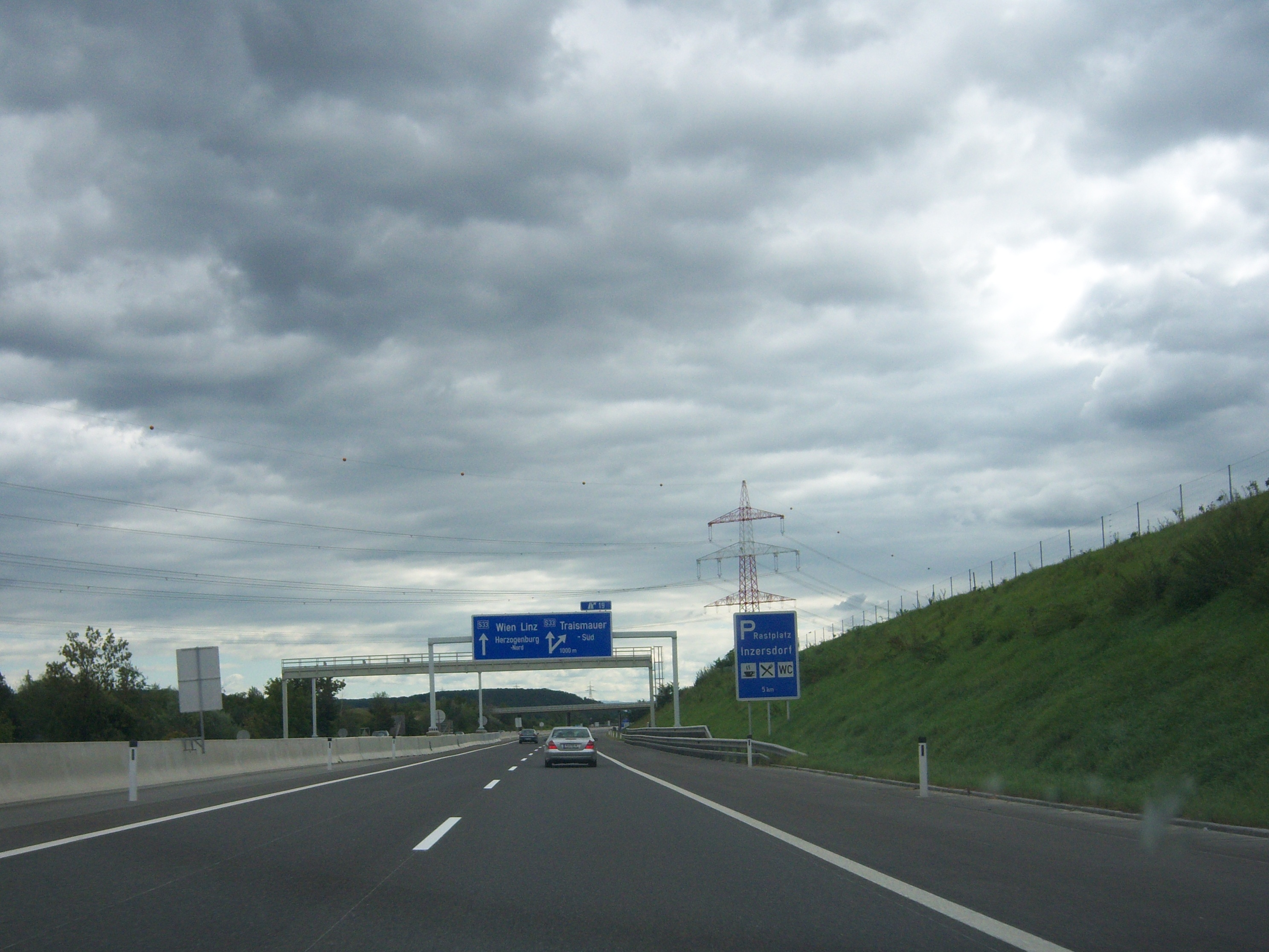
S33 bei Traismauer-Süd
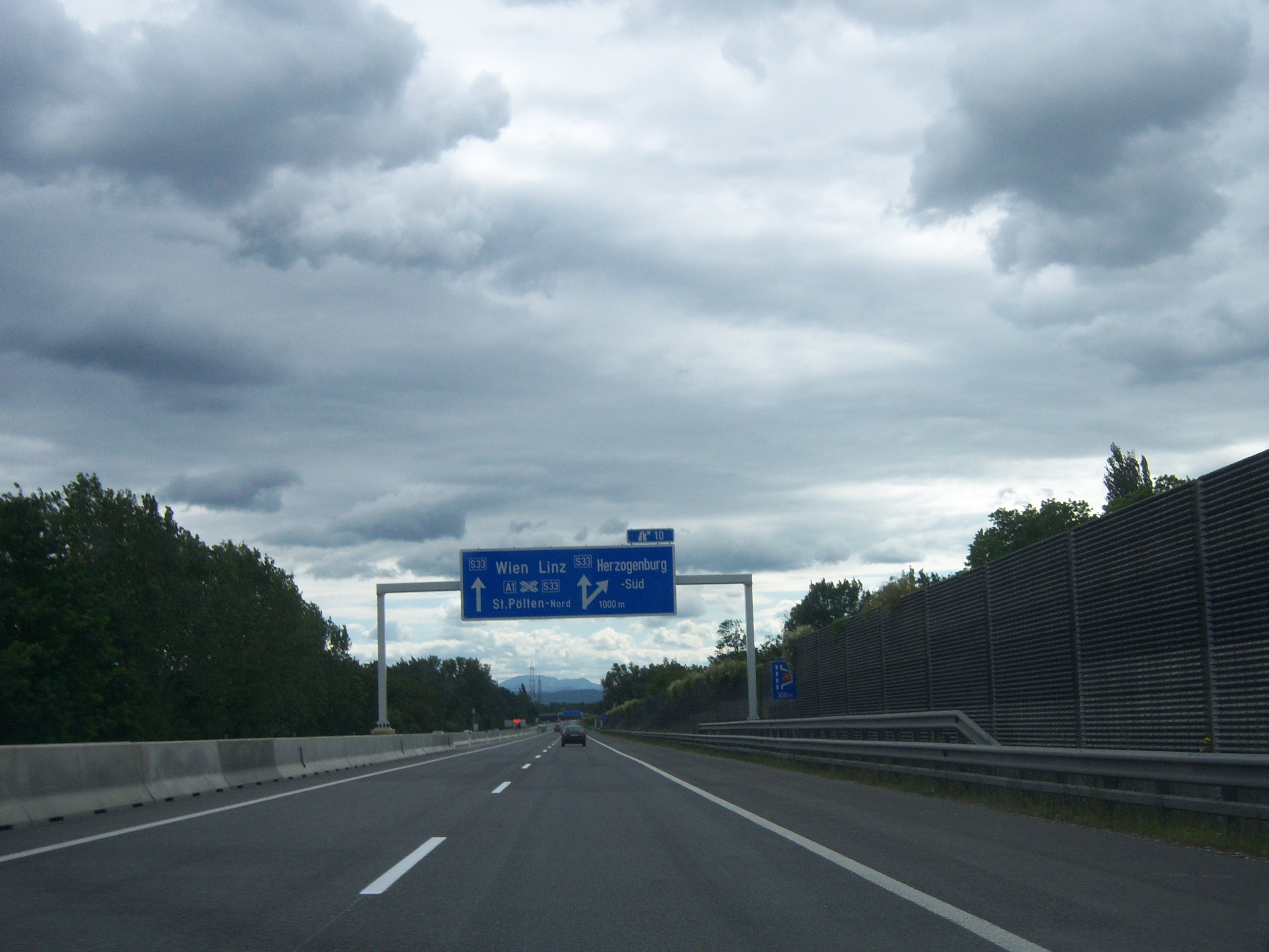
Abfahrt Herzogenburg-Süd
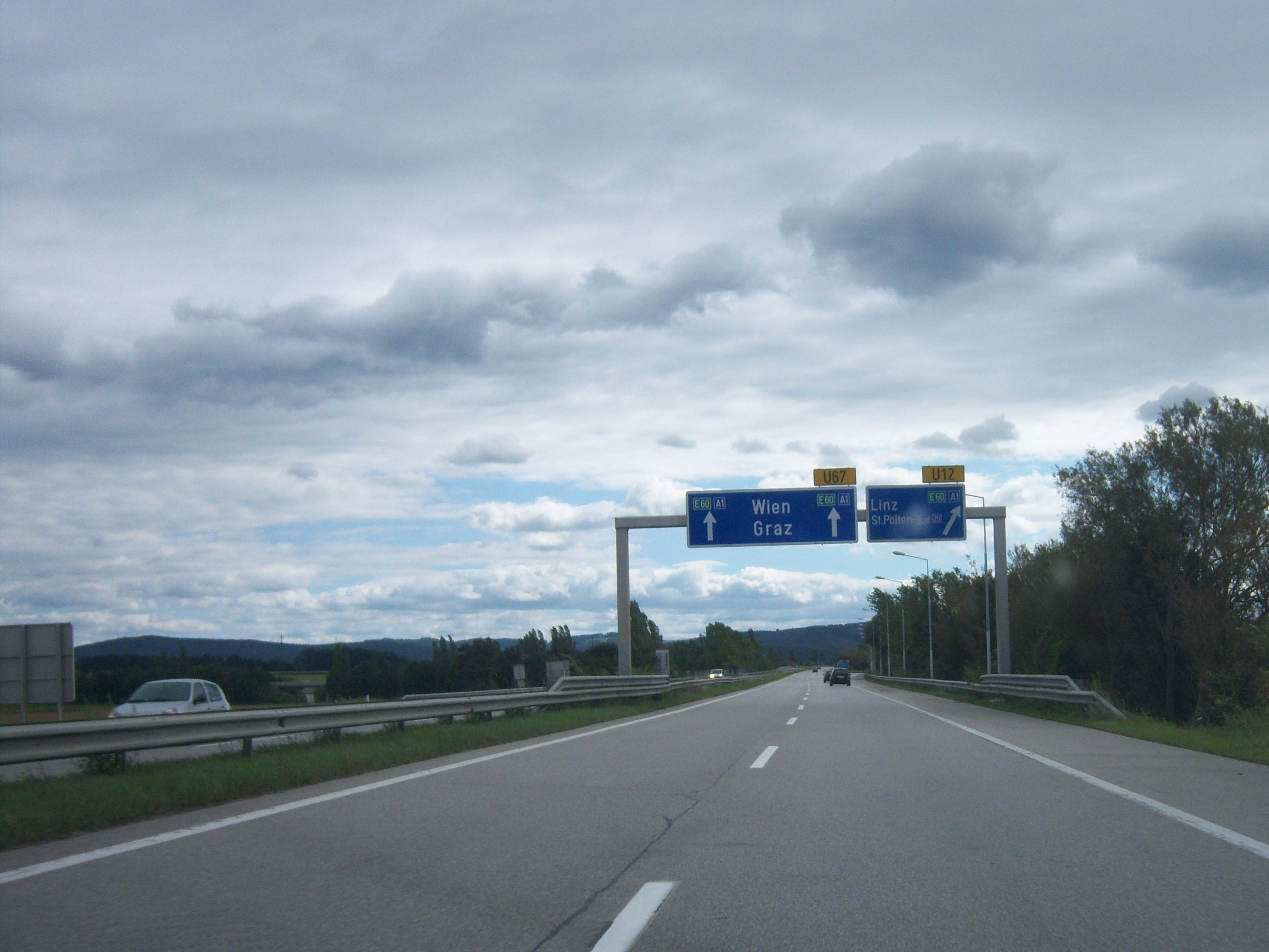
Die S33 beim Knoten St. Pölten